# Elemento stereogenico

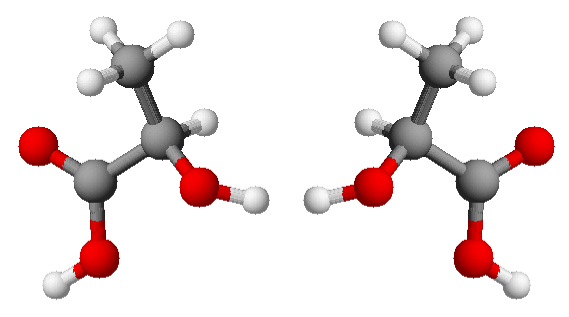
I due enantiomeri dell'acido lattico; gli atomi di carbonio centrali sono stereocentri.

In chimica, un elemento stereogenico è una parte della struttura chimica di un composto che per scambio di posizioni dei sostituenti ad essa legati produce uno stereoisomero stabile del composto stesso.
Almeno un elemento stereogenico deve essere presente in ogni enantiomero (sebbene la presenza di un elemento stereogenico non implichi necessariamente che la molecola sia chirale).
L'elemento stereogenico può essere un singolo atomo, un asse, un piano o una conformazione a spirale.

## Centri stereogenici o stereocentri

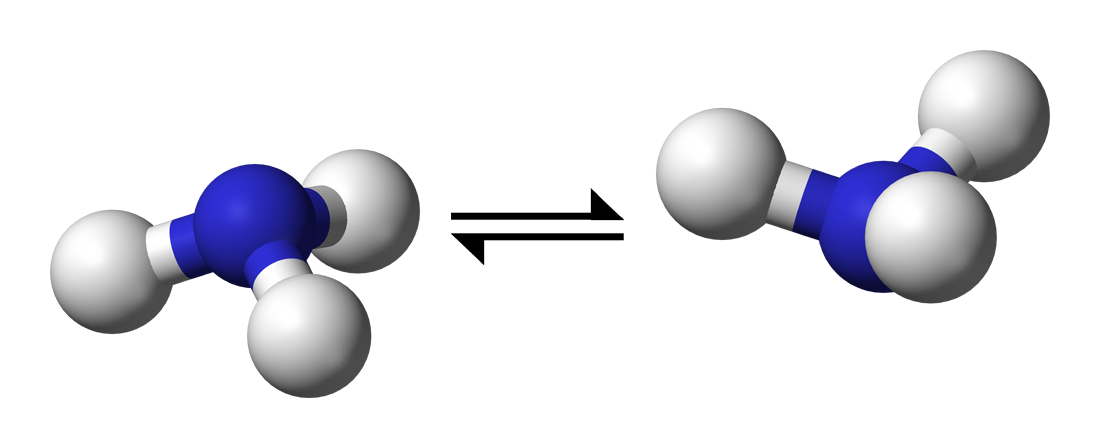
Inversione piramidale in un'ammina

Un centro stereogenico è un atomo tale per cui scambiando tra loro due suoi sostituenti, quello che si ottiene è uno stereoisomero stabile della molecola da cui si è partiti. Non sempre questi stereoisomeri sono tra loro enantiomeri. Nel caso (ad esempio) del trans-1,2-diclorociclobutano gli atomi di carbonio 1 e 2 sono stereocentri, tuttavia la molecola presenta una simmetria tale da renderla complessivamente achirale.
Per i centri stereogenici il cui scambio di sostituenti porta all'enantiomero, viene erroneamente usata anche l'espressione "centro chirale", in quanto la chiralità  non è una proprietà puntuale.
Per "centro chirale" infatti si intende: Un atomo avente un set di ligandi in un arrangiamento spaziale che non è sovrapponibile alla sua immagine speculare. Più propriamente un atomo facente parte di una molecola chirale, è definibile chirotopico.
Il centro stereogenico più comune è l'atomo di carbonio avente ibridazione sp3, quindi con geometria tetraedrica, e quattro sostituenti diversi legati ad esso.
Lo stereocentro non deve necessariamente essere un atomo di carbonio; qualsiasi atomo che abbia geometria tetraedrica e quattro sostituenti diversi introduce un'asimmetria nella molecola. Sono noti anche sali di ammonio quaternario chirali, in cui lo stereocentro è un atomo di azoto, e silani chirali in cui lo stereocentro è un atomo di silicio.
Esistono inoltre casi in cui lo stereocentro è un atomo trisostituito come un azoto o un fosforo con geometria piramidale: al posto del quarto sostituente c'è un doppietto elettronico solitario. Nella maggior parte dei casi l'interconversione degli stereoisomeri (inversione piramidale) è molto rapida e non è possibile isolarli. In alcuni casi, soprattutto per fosfine opportunamente sostituite, la barriera di interconversione conformazionale è abbastanza alta da rendere possibile l'isolamento degli isomeri otticamente puri.

## Assi stereogenici
Un asse stereogenico è un asse della molecola tale per cui ruotando attorno ad esso di 180º una metà della molecola si ottiene uno stereoisomero stabile della molecola da cui si è partiti. Anche in questo caso, non sempre questi stereoisomeri sono tra loro enantiomeri. Nel caso degli alcheni 1,2-disostituiti che presentano isomeria cis-trans il doppio legame è un asse stereogenico, tuttavia la molecola risulta complessivamente achirale.
Per gli assi stereogenici la cui rotazione porta all'enantiomero, viene usata anche l'espressione "asse chirale".
Sono stereogenici gli assi formati dai tre atomi di carbonio contigui degli alleni, quando i due atomi di carbonio alle estremità del sistema allenico recano ciascuno due sostituenti diversi.

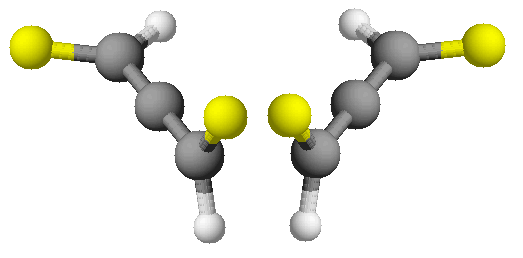
Due alleni disostituiti enantiomeri

È asse stereogenico anche il legame tra i due anelli di un bifenile 2,2',6,6'-tetrasostituito, dove i sostituenti sono grandi a sufficienza da impedire la libera rotazione degli anelli attorno a tale legame. L'ingombro sterico prodotto dai sostituenti forza gli anelli a non giacere sullo stesso piano (conformazione che, in assenza di sostituenti, sarebbe invece quella termodinamicamente favorita in seguito all'instaurarsi di una risonanza inter-anulare).
Se, inoltre, ogni anello reca due sostituenti diversi, allora la molecola risulterà essere chirale (enantiomeri di questo tipo, originati dall'impedita rotazione intorno a un legame semplice, sono meglio noti come "atropisomeri").

## Piani stereogenici

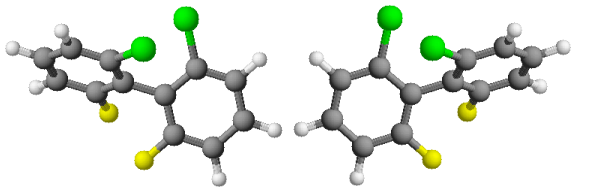
Due bifenili 2,2',6,6'-tetrasostituiti enantiomeri

La chiralità dovuta a piani stereogenici è piuttosto rara; si trova in alcuni paraciclofani sostituiti, nel trans-cicloottene, e in composti noti come "composti ad ansa" (un anello insaturo planare è legato ad una catena ciclica satura).
Il piano stereogenico (o "piano di chiralità") è un piano contenente quanti più atomi della molecola è possibile, ma non tutti, poiché è necessario che almeno un ligando (spesso più di uno) non sia contenuto su di esso (tale atomo sarà scelto come "atomo pilota", punto di osservazione della molecola per l'attribuzione del corretto stereodescrittore). La riflessione della molecola rispetto a tale piano genera una immagine speculare non sovrapponibile all'originale.
Il piano di chiralità è individuato dal doppio legame nel trans-cicloottene; dall'anello insaturo planare nei composti ad ansa; dall'anello benzenico più sostituito nei paraciclofani.

## Spirali ed eliche
Una struttura a spirale crea asimmetria ed è pertanto anch'essa un elemento stereogenico. Esempi di molecole la cui chiralità è dovuta ad una struttura a spirale sono alcuni polimeri ed oligomeri (ad esempio la ciclodestrina), nonché alcuni idrocarburi aromatici polinucleati (gli eliceni) e i trifenilmetani 2,2',2''-trisostituiti.